# Antarctoscyphus gruzovi
Antarctoscyphus gruzovi is een hydroïdpoliep uit de familie Sertulariidae. De poliep komt uit het geslacht Antarctoscyphus. Antarctoscyphus gruzovi werd in 1979 voor het eerst wetenschappelijk beschreven door Stepanjants. 